# 현상 (사진술)

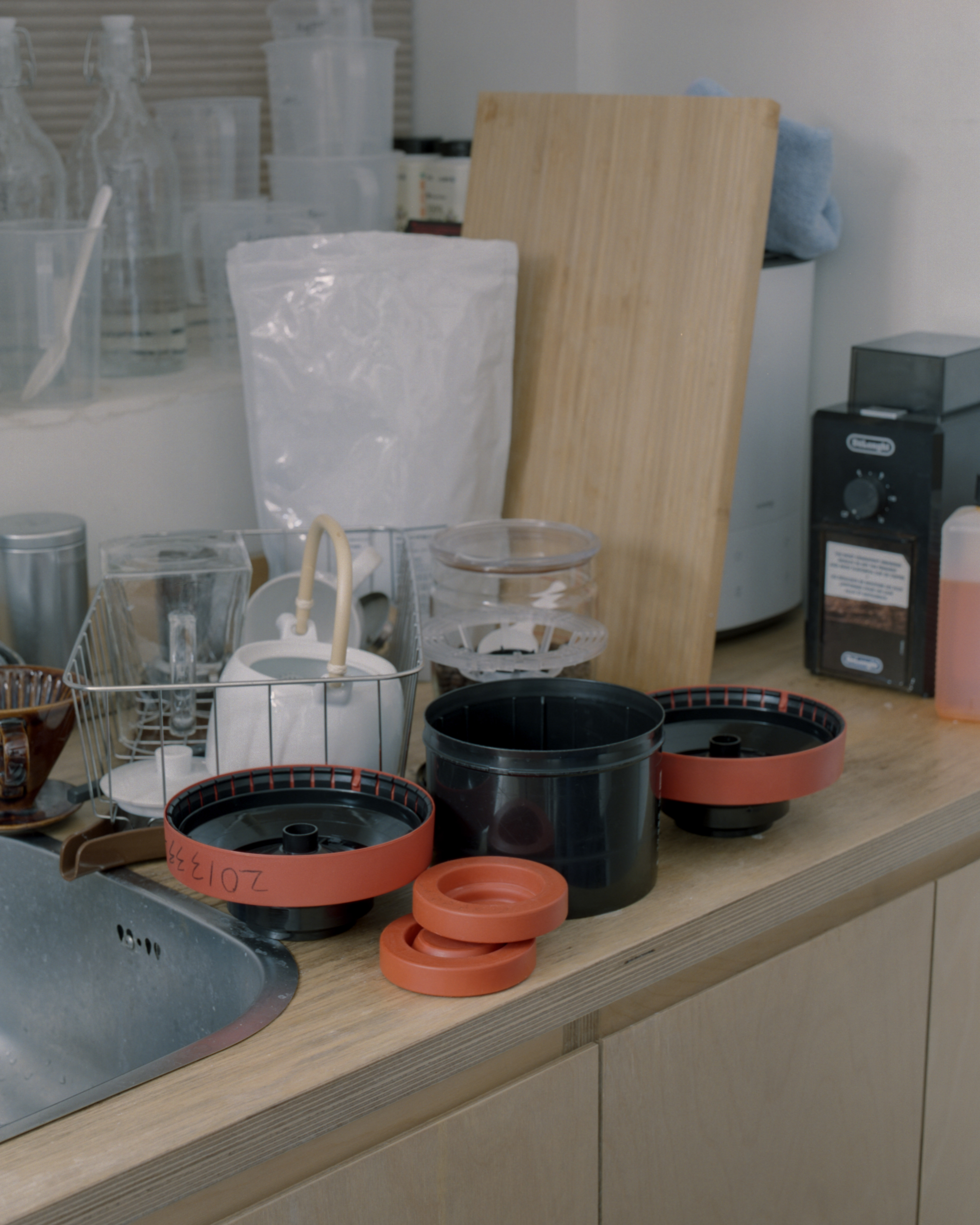
필름 현상 기구들.

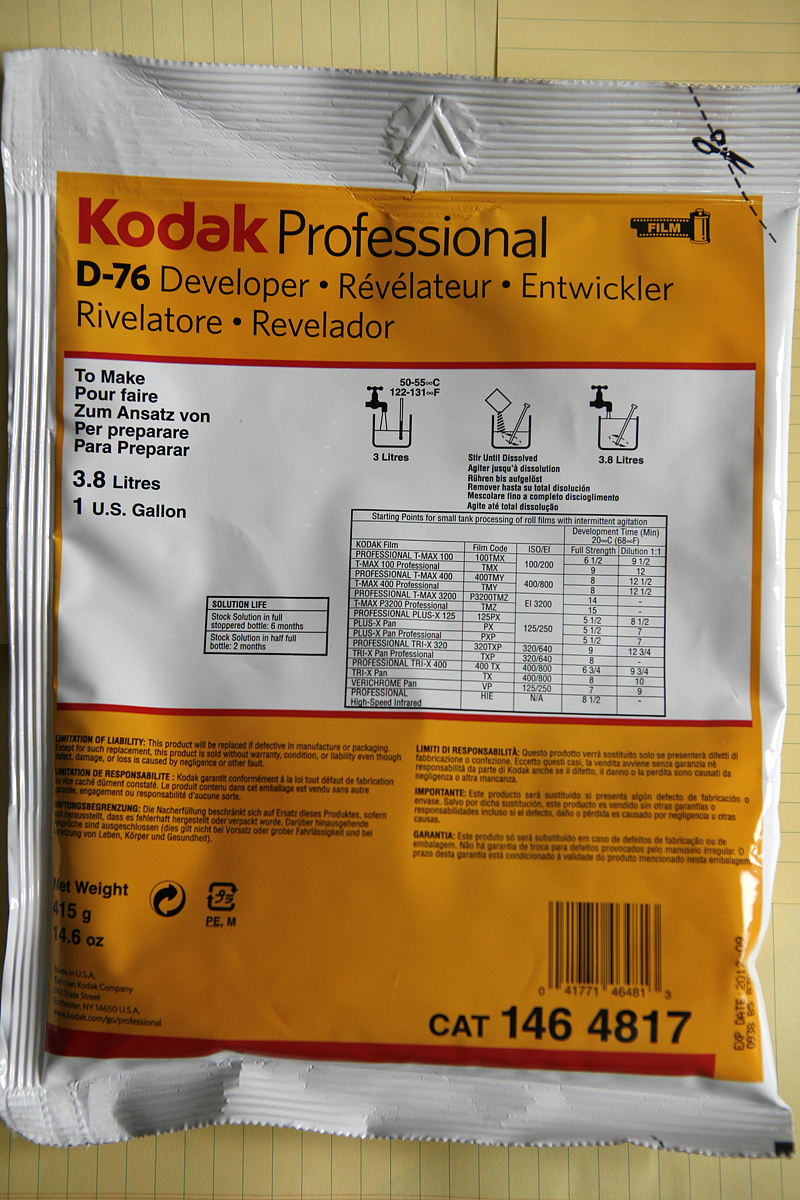
흑백 네가티브 필름의 현상액으로 쓰이는 코닥 D-76의 분말

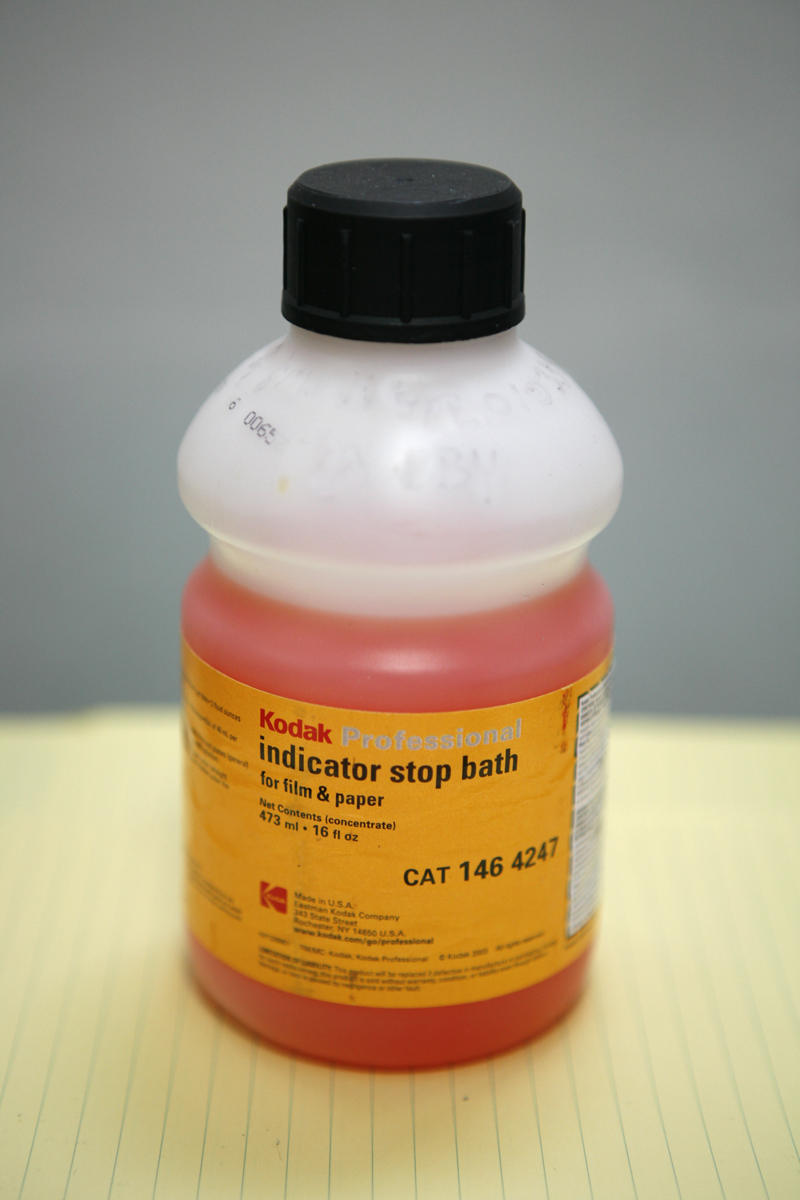
정지액으로 쓰이는 코닥 Indicator Stopbath의 원액

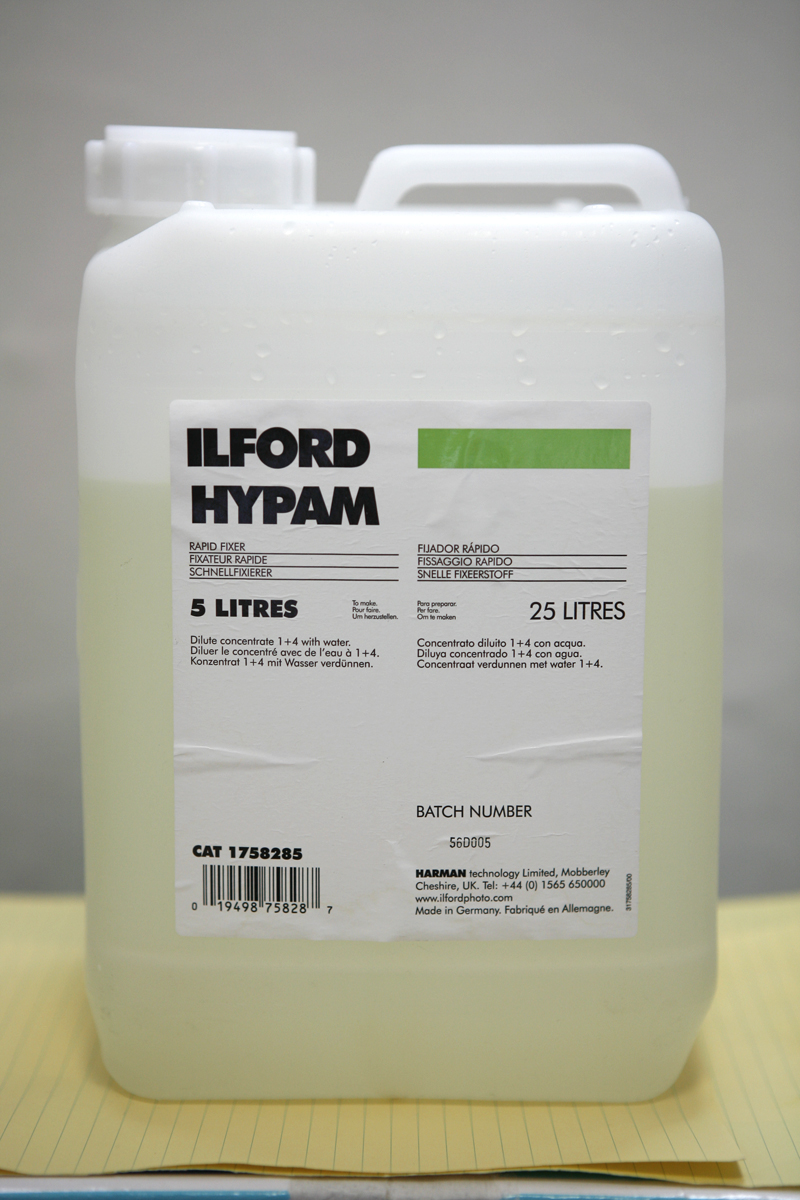
정착액으로 쓰이는 일포드 Hypam Rapid fixer의 원액

현상(現像, development)은 필름 또는 인화지에 약품처리를 하여 사진의 상이 나타나도록 하는 작업이다. 필름으로 촬영을 하거나, 인화지를 노광하더라도 바로 상이 눈에 보이지 않고 잠상이라는 형태로 필름, 인화지의 유제면에 존재하게 되는데, 이것을 현상액이라는 약품에 담그면 잠상이 실제로 눈에 보이게 되는 형태인 실상으로 변하게 된다.
현상 작업은 전반적인 화학적 감광물질에 모두 적용되며, 그 감도가 상대적으로 높은 필름에서는 완전한 암실 환경이 필수적이다. 인화에 있어서도 화학적 인화의 경우 암실이 필요하거나 자동화 된 기기장치를 사용하는데, 흑백 인화지는 암등을 사용할 수 있도록 특별히 조정된 경우가 존재하여 취급이 상대적으로 용이하다.

## 현상과정

### 흑백 네가티브
흑백 네가티브 필름의 현상은 크게 현상, 정지, 정착, 수세 순으로 진행된다.
1. 필름 분리 : (필름 분리 과정은 암실(안전등 없이) 또는 암백에서 작업) 필름 카메라에서 필름을 분리 하여 릴에 감는다.감은 릴을 현상 탱크에 넣고 뚜껑을 닫는다.
2. 현상:흑백 필름으로 촬영을 하면, 감광유제의 촬영된 부분의 할로겐화은이 잠상핵을 가지게 된다. 촬영된 필름에 현상액을 넣으면 잠상핵을 중심으로 할로겐화은이 흑화은으로 치환되어 검은색의 입자가 생성된다. 현상은 주위 온도 약품 성분에 따라 달라서 사용 설명서를 참고하여야 한다 빠르게 현상 탱크에 현상액을 넣고 30초 연속 교반 후 25초 휴지 5초 교반으로 현상시간을 채운다. 현상 시간을 다 채우면 신속히 현상 약품을 버리고 중간정지 과정으로 넘어간다.(버릴때 필름에 종류에 따라 다르지만 보라색 물이 나온다)
3. 중간 정지:(중간정지 과정은 생략 가능하지만 좋은 결과물을 생각한다면 하는 것이 좋다) 현상과정의 필름을 그대로 계속 두면 빛을 받지 않은 부분의 할로겐화은도 흑화은으로 치환되어 검게 변하게 되기 때문에, 일정 시간이 지나면 현상과정을 정지시켜주는 과정이 필요하다. 현상액이 알칼리성이고, 현상액의 알칼리성이 중화되면 현상반응이 일어나지 않게 된다는 성질을 이용해서 산성의 액체를 필름에 넣어 필름의 현상과정을 중간에 멈추는 과정이다. 정지액으로 보통 빙초산 용액을 사용한다. 현상이 끝난 현상탱크에  현상액을 버렷다면 신속히 중간정지액을 넣고 30초 연속 교반 후 신속히 중간정지액을 버리다 그후 정착 과정으로 넘어간다
4. 정착:빛을 받지 않아서 현상이 되지 않은 할로겐화은도 일정시간 빛을 계속 받게 되면 흑화은으로 치환되어 검게 변하게 된다. 이것을 막기 위해서 흑화은이 되지 않은 할로겐화은을 약품으로 용해,제거하는 과정이다.정착은 주위 온도 약품 성분에 따라 달라서 사용 설명서를 참고하여야 한다 빠르게 현상 탱크에 정착액을 넣고 30초 연속 교반 후 25초 휴지 5초 교반으로 정착 시간을 채운다. 정착 시간을 다 채우면 신속히 현상 약품을 버리고 수세 과정으로 넘어간다.
5. 수세:현상 과정에서 넣었던 약품들과, 만들어진 2차 생성물들을 씻어내는 과정이다.  뚜껑을 열고 흐르는 물에 30분 이상 흘려서 수세 한다
6. 수척방지:  필름에 물때가 끼는것을 방지 하기 위하여 수척 방지제를 조금 넣고 필름을 씻는다
7. 건조:  필름에 위에 집게로 집고 아래 무게 집게 또는 무게 추를 달아서 필름이 휘지 않게 한다 (필름 분리 때 쓴 필름 꼬다리를 써도 좋다) 건조시 다른 필름이 붙지 않게 간격을 띠운다 만일 6번의 수척 방지제 거품이 묻었다면 거품을 제거 한다

### 컬러 네가티브
컬러 네가티브 필름의 현상은 크게 발색현상, 표백, 정착, 수세의 순서로 진행된다. 보통 컬러 네가티브 현상과정은 코닥의 C-41 프로세스로 진행된다.
1. 발색현상:컬러필름으로 촬영을 하면, 감광 유제가 곧바로 색을 띄지 않고, 파랑, 녹색, 빨간색의 감광층별로 노광된 할로겐화은의 형태로 존재한다. 각 감광층에는 커플러(Coupler)라고 불리는 발색제가 있다. 촬영된 필름에 발색 현상 주약을 처리하면 할로겐화은과 발색현상 주약이 반응하여 할로겐화은은 할로겐화수소를 방출하며 흑화은이 되고, 발색주약은 발색주약 산화생성물이 된다. 현상과정에서 생성된 발색주약 산화생성물은 커플러와 반응하여 색소가 된다.
2. 표백:발색현상과정에서, 커플러의 반응을 유도하기 위해서 검은색 입자인 흑화은이 만들어지기 때문에, 발색현상과정 후의 필름은 흑백화상이 컬러화상을 가리고 있게 된다. 이 흑백화상을 지우기 위해서 흑화은을 불용성 화합물로 변화시켜서, 정착과정에서 색소에 영향을 주지 않고 은입자를 용해시킬수 있도록 흑화은을 취화은으로 치환하는 과정이다.
3. 정착:표백과정에서 치환한 취화은을 용해,제거하고 할레이션 방지층을 투명하게 하는 과정이다.
4. 수세:현상 과정에서 넣었던 약품들과, 만들어진 2차 생성물들을 씻어내는 과정이다. 발색현상과 표백 사이의 과정, 또는 표백과 정착 사이의 과정에서 별도로 수세를 더하기도 한다.

### 컬러 포지티브
컬러 슬라이드 필름의 현상은 크게 1차 현상, 반전욕, 발색현상, 조정, 표백, 정착의 순서로 진행된다. 보통 컬러 포지티브 현상과정은 코닥의 E-6 프로세스로 진행된다.
1. 1차 현상:컬러필름으로 촬영을 하면, 감광 유제가 곧바로 색을 띄지 않고, 파랑,녹색,빨간색의 감광층별로 노광된 할로겐화은의 형태로 존재한다. 각 감광층에는 커플러(Coupler)라고 불리는 발색제가 있다. 촬영된 필름에 발색 현상 주약을 처리하면 할로겐화은과 발색현상 주약이 반응하여 할로겐화은은 할로겐화수소를 방출하며 흑화은이 된다.
2. 반전욕:1차 현상 과정에서 현상되지 않은 미노광 할로겐화은을 흐려지게 한다.
3. 발색 현상:반전욕 과정에서 흐려진 부분이 발색현상된다.
4. 조정:발색현상과정을 정지시키고 다음에 있을 표백과정의 반응성을 촉진시킨다.
5. 표백:1차 현상과정에서 노광된 할로겐화은이 흑화은으로 치환되어 흑백 네가티브 상이 존재하게 된다. 또 발색현상과정에서, 커플러의 반응을 유도하기 위해서 검은색 입자인 흑화은이 만들어지기 때문에, 발색현상과정 후의 필름은 흑백화상이 컬러화상을 가리고 있게 된다. 이 흑백화상들을 지우기 위해서 흑화은을 불용성 화합물로 변화시켜서, 정착과정에서 색소에 영향을 주지 않고 은입자를 용해시킬수 있도록 흑화은을 취화은으로 치환하는 과정이다.
6. 정착:표백과정에서 치환한 취화은을 용해,제거하고 할레이션 방지층을 투명하게 하는 과정이다.
7. 수세:현상 과정에서 넣었던 약품들과, 만들어진 2차 생성물들을 씻어내는 과정이다. 정착 이후 말고도, 보통 1차 현상과정 후 1차 수세를 하고, 표백과정 후 2차 수세를 하게 되며, 정착후의 수세는 3차수세가 된다.

## 같이 보기
- 암실